# San Agustín (Gran Canaria)
San Agustín gehört zur Gemeinde San Bartolomé de Tirajana und bildet zusammen mit den beiden südwestlich gelegenen Orten Meloneras und Playa del Inglés sowie der im Nordosten angrenzenden Siedlung Bahía Feliz eines der touristischen Zentren von Gran Canaria namens Maspalomas. Das Ortsbild wird von Hotels, Appartementhäusern und Bungalowsiedlungen geprägt. Im Jahre 2019 betrug die Einwohnerzahl 1859.
Der Ort entstand nach einem internationalen Architektenwettbewerb 1961, mit Baubeginn im Oktober 1962, auf den Ländereien des Conde de la Vega Grande, einem spanischen Adeligen, der ausgedehnte Ländereien im Süden Gran Canarias besaß (zur Entstehungsgeschichte siehe Maspalomas#Geschichte). 
Bis in der Mitte der 1970er Jahre war der Ausbau San Agustíns von schwedischen Baugesellschaften und einer Anlage des schwedischen Arbeitgeberverbandes dominiert. Schwedische Präsenz ist immer noch ein Merkmal, einschließlich einer schwedischen Kirche und einer schwedischen Schule im Zentrum des Ortes. 
Im Vergleich zum Nachbarort Playa del Inglés ist San Agustín ruhiger. Es gibt keine Einkaufsstraßen und wenig abendlichen Trubel, aber das Einkaufszentrum (Centro Comercial) mit einigen Geschäften, Bars und Restaurants. San Agustín ist mit einem modernen Krankenhaus, namens Hospiten Roca, ausgestattet.

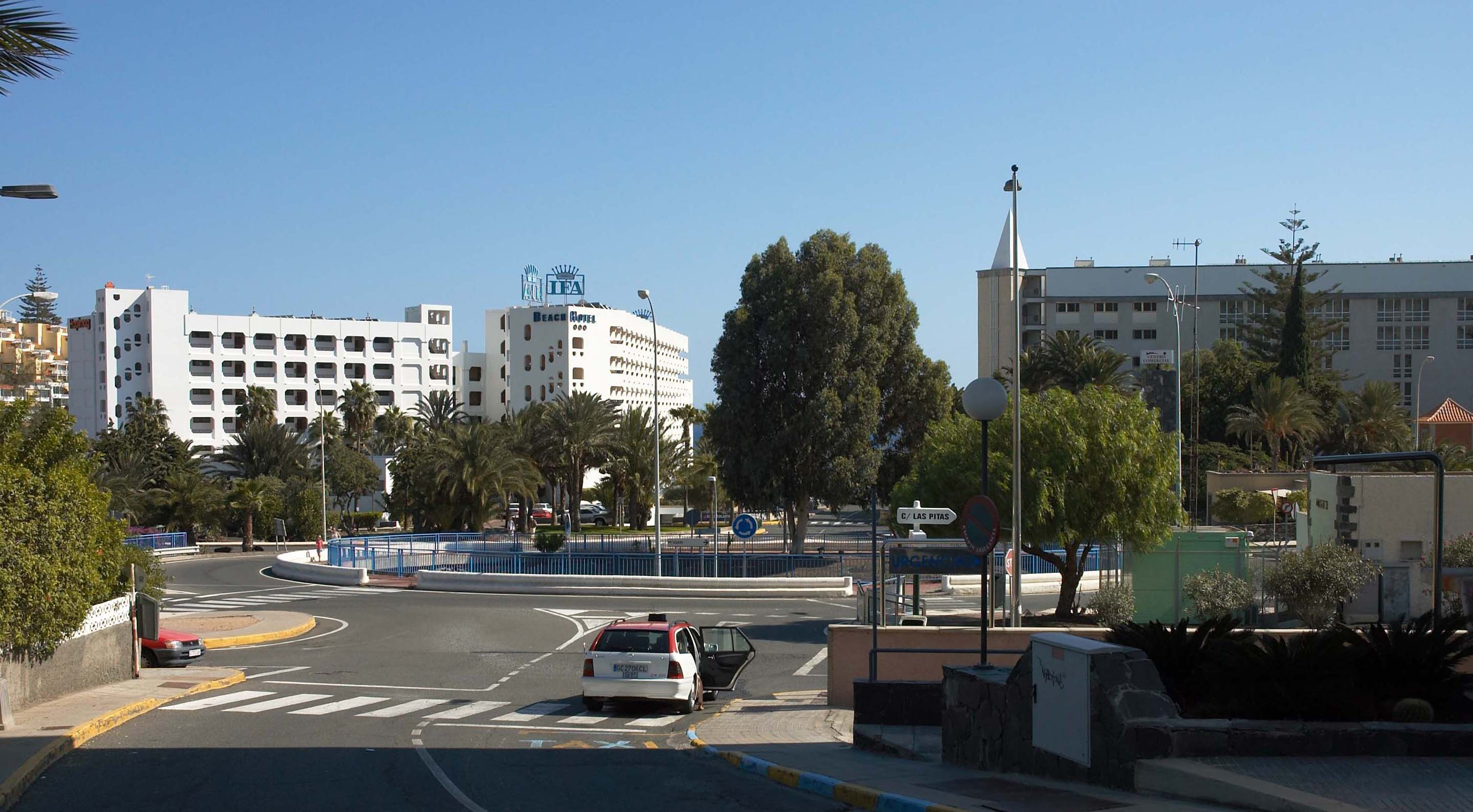
Blick von der Calle las Pitas über einen Kreisverkehr der GC-500, Richtung Südosten
Nachtaufnahme vom IFA-Hotel zum Strand
Blick vom Centro Comercial zum Meer